# Юрімагуас
Юрімагуас (ісп. Yurimaguas) — місто в регіоні Лорето на півночі Перу. Це річковий порт, що лежить на злитті річок Уаяга та Паранапура. Також місто є адміністративним центром округу Юрімагуас та провінції Альто-Амазонас.
Згідно з переписом 2017 року, населення міста становило 62903 осіб.

## Історія
Згідно з історичними джерлами, індіанці юрімагуа жили вздовж нижньої течії річки Напо (на північному сході сучасного Перу). У 1680 році серед індіанців заснував місію чеський єзуїт Самуель Фріц (1654—1725). Переслідуватий португальцями, Фріц вирушив з індіанцям південніше і на злитті річок Шанусі і Паранапура заснував місію, яку назвав Санта-Марія-де-лас-Ньевес-де-Юрімагуас. У 1827 році, коли Перу отримало незалежність, місто стало адміністративним центром та почало стрімко збільшуватись. Місто стало відоме як «історична столиця перуанської Амазонки», а за свою природну красу його називали «La Perla del Huallaga» (Перлина Уаяги).

## Культура
Юрімагуас має виражене етнічне та культурне розмаїття. Це також відображається на кількості мов, якими тут розмовляють. Крім іспанської, тут використовуються мови з трьох різних мовних сімей: кечуа, хіваро і кауапана. Приблизно третина населення відноситься до корінних груп, таких як юрімагуа.
Юрімагуас є резиденцією Апостольського вікаріату Юрімагуас Католицької церкви.